# バーンプー工業団地
バーンプー工業団地 (タイ語:นิคมอุตสาหกรรมบางปู、英語：Bangpoo Industrial Estate）は、タイのタイ工業団地公社の管理する工業団地の一つ。タイ中部サムットプラーカーン県ムアンサムットプラーカーン郡に位置する。1977年に開設。 バンプー工業団地、バンポー工業団地とも言われる。

## 管理事務所所在地
サムットプラーカーン県 ムアンサムットプラーカーン郡 タムボン･プレークサー、スクムウィット通り、ムー4、647 
（649 ม. 4 ถ.สุขุมวิท ต.แพรกษา อ.เมือง จ.สมุทรปราการ 10280） 
- 各地からの距離
  - スワンナプーム国際空港より25km
  - バンコクより37km
  - クローントゥーイ港より24km
  - レームチャバンより100km

## 用地
- 用地面積 - 総面積  875ha（内訳は一般工業区 586ha、IEATフリーゾーン 60ha、住宅・商業用区 24ha、未分譲住宅・商業用区 205ha など）

## 施設
- 水道水：首都水道公社より800ミリ経口管で給水。
- 電力：タイ首都電力公社から供給。24kV高圧電流。
- 電話：3,000回線
- 廃水処理 ：3箇所あり、一般工業区は2箇所の活性汚泥式の処理場がある。廃水処理能力は45,000㎥/日および3,600㎥/日

フリーゾーンでは回転生物接触方式による廃水処理システム。処理能力は一日当り2,300㎥
。 
- ごみ焼却所:ごみ焼却炉 2基　一般ごみ100t/日（バーンプー・エンバイロンメンタル・コンプレックス社所有）。有害ごみ48t/日。
- 道路：幹線道路は幅員21m、補助幹線道路は幅員14.5m
- 洪水対策：ポンプ2機付ポンプ所15箇所（一機あたり0.5㎥/秒）
- 防火:災害防止センター
- 警備：24時間
- ワンストップサービスセンター（OSOS）:タイ工業団地公社本部およびバーンプー工業団地事務所にある。
- 計量サービスセンター

## コジェネレーション発電事業
中部電力とタイのクントーン・エナジー・サービスなどが共同出資したTACエナジー社が2011年から本工業団地内2地点でコジェネレーション発電事業を開始した。タイ発電公社（EGAT）に売電しつつ、工業団地に電気と蒸気を供給。

## 洪水
（工業団地の被災についてはタイ工業団地公社の2011年タイ北部・中部地域及びバンコク都における降雨・洪水被害の項を参照）
2011年10月15日現在浸水はしていないが、10月14日タイ工業団地公社により洪水被害の可能性がある工業団地として指定された。

## 関連事項
- 工業省 (タイ)
- タイ工業団地公社